# Бородинский сельсовет (Хакасия)
Бородинский сельсовет — сельское поселение в Боградском районе Хакасии.
Административный центр — село Бородино.

## История
Статус и границы сельского поселения установлены Законом Республики Хакасия от 7 октября 2004 года № 68 «Об утверждении границ муниципальных образований Боградского района и наделении их соответственно статусом муниципального района, сельского поселения».

## Население
| 2002  | 2010  | 2012  | 2013  | 2014  | 2015  | 2016  |
| ----- | ----- | ----- | ----- | ----- | ----- | ----- |
| 1798  | ↗1936 | ↘1882 | ↘1830 | ↘1781 | ↗1790 | ↗1808 |
| 2017  | 2018  | 2019  | 2020  | 2021  |       |       |
| ↘1803 | ↘1766 | ↘1728 | ↘1708 | ↘1323 |       |       |

## Состав сельского поселения
В состав сельского поселения входят 4 населённых пункта:
| № | Населённый пункт | Тип населённого пункта       | Население |
| - | ---------------- | ---------------------------- | --------- |
| 1 | Бородино         | село, административный центр | ↗1222     |
| 2 | Полиндейка       | деревня                      | ↗185      |
| 3 | Таёжная          | деревня                      | ↘218      |
| 4 | Толчея           | деревня                      | ↗311      |

## Местное самоуправление
Администрация
с. Бородино, Советская, 33
Глава администрации
- Думбровская Елена Валерьевна